# 原口幸市
原口 幸市（はらぐち こういち、1940年11月24日 - 2009年10月4日）は、日本の元外交官、官僚。

## 人物
東京都生まれ。東京都立日比谷高等学校、東京大学教養学部を卒業後、1964年に外務省に入省。同期には加藤紘一、川島裕、法眼健作、橋本宏、渡辺伸、その他採用組には松尾克俊らがいる。
外務省在籍中は国際連合日本政府代表部特命全権大使などの要職を歴任し、その後は宮内庁に転じて式部官長を務めた。
2009年10月4日、宮内庁の同好会の仲間と登山した雨飾山（新潟県糸魚川市）からの下山中に山頂付近で倒れ、病院に運ばれたが急性心臓死のため死去した。68歳没。

## 略歴
- 1964年 - 外務省入省。
- 英語研修
- 在インドネシア大使館三等書記官
- アメリカ局北米第二課
- ジュネーヴ国際機関代表部一等書記官
- 大臣官房在外公館課首席事務官
- 中近東アフリカ局アフリカ第一課長
- 1980年 - 外務大臣秘書官
- 1981年 - 経済局調査官
- 1982年 - 在連合王国大使館参事官
- 1983年 - 在大韓民国大使館参事官
- 1984年 - 在米国大使館参事官
- 1988年 - 大臣官房外務参事官兼情報文化局
- 1989年 - 大臣官房外務参事官兼経済局
- 1992年 - 経済局次長
- 1992年 - ロサンゼルス総領事館総領事
- 1994年 - 経済局長
- 1996年 - 官房長
- 1997年 - 外務審議官（経済担当）
- 1999年 - ジュネーヴ国際機関日本政府代表部特命全権大使
- 2001年 - 外務省機密費流用事件で厳重訓戒処分、給与一部自主返納
- 2002年 - 国際連合日本政府代表部特命全権大使
- 2005年 - 日朝国交正常化交渉担当兼朝鮮半島エネルギー開発機構担当特命全権大使
- 2007年 - 宮内庁式部官長
- 2009年10月4日 - 死去。叙正三位、授瑞宝大綬章。